# Hydroakumulátor
Hydroakumulátor (anglicky Auxiliary feedwater) je pasivní bezpečnostní systém přítomný v jaderných elektrárnách využívajících tlakovodní reaktory. Hlavní funkcí hydroakumulátoru je zásobovat čerstvým chladicím médiem primární okruh zejména při haváriích typu LOCA. Bývá zpravidla umístěn na studené větvi každé smyčky primárního okruhu. 

## Princip fungování
Hydroakumulátor funguje jako zásobník chladicího média o nižších parametrech, než v primárním okruhu (cca 4–6 MPa, 120–140 °C). Tlak je v nádobě vytvořen přítomností plynného polštáře (většinou dusíku) nad vodní hladinou. Na provozní teplotu je chladicí médium nahříváno. V médiu je přítomna vysoká koncentrace kyseliny borité pro absorpci neutronů.
Akumulátor je vybaven zpětným ventilem vytvářejícím spojení s armaturou primárního okruhu. Při poklesu tlaku chladicího média v primárním okruhu na hodnotu tlaku v hydroakumulátoru dojde k otevření zpětného ventilu a okamžitému vstřikování čerstvého chladiva do systému.
Při podobně závažných haváriích nejsou hydroakumulátory jediným prvkem pasivní bezpečnosti. Při vyčerpání kapacity hydroakumulátorů přebírá funkci doplňování chladiva aktivní část systému havarijního vstřikování chladiva (ECCS) pomocí nízkotlakých a vysokotlakých čerpadel. Spolu s ECCS bývá přítomný i Systém pasivního odvodu tepla (PRHR), či lapač coria.

## Materiálové specifikace
Nejčastěji se pro konstrukci tlakové nádoby používají oceli s nízkým obsahem uhlíku, často s příměsí chromu, molybdenu, manganu, či titanu, zejména kvůli důrazu na houževnatost, odolnost proti křehkému lomu, vysokou korozivzdornost a pevnost. Materiál je namáhán jak z pevnostního hlediska, tak z chemického – je vystavován vysokým teplotám a agresivnímu prostředí.